# Mina Chungar

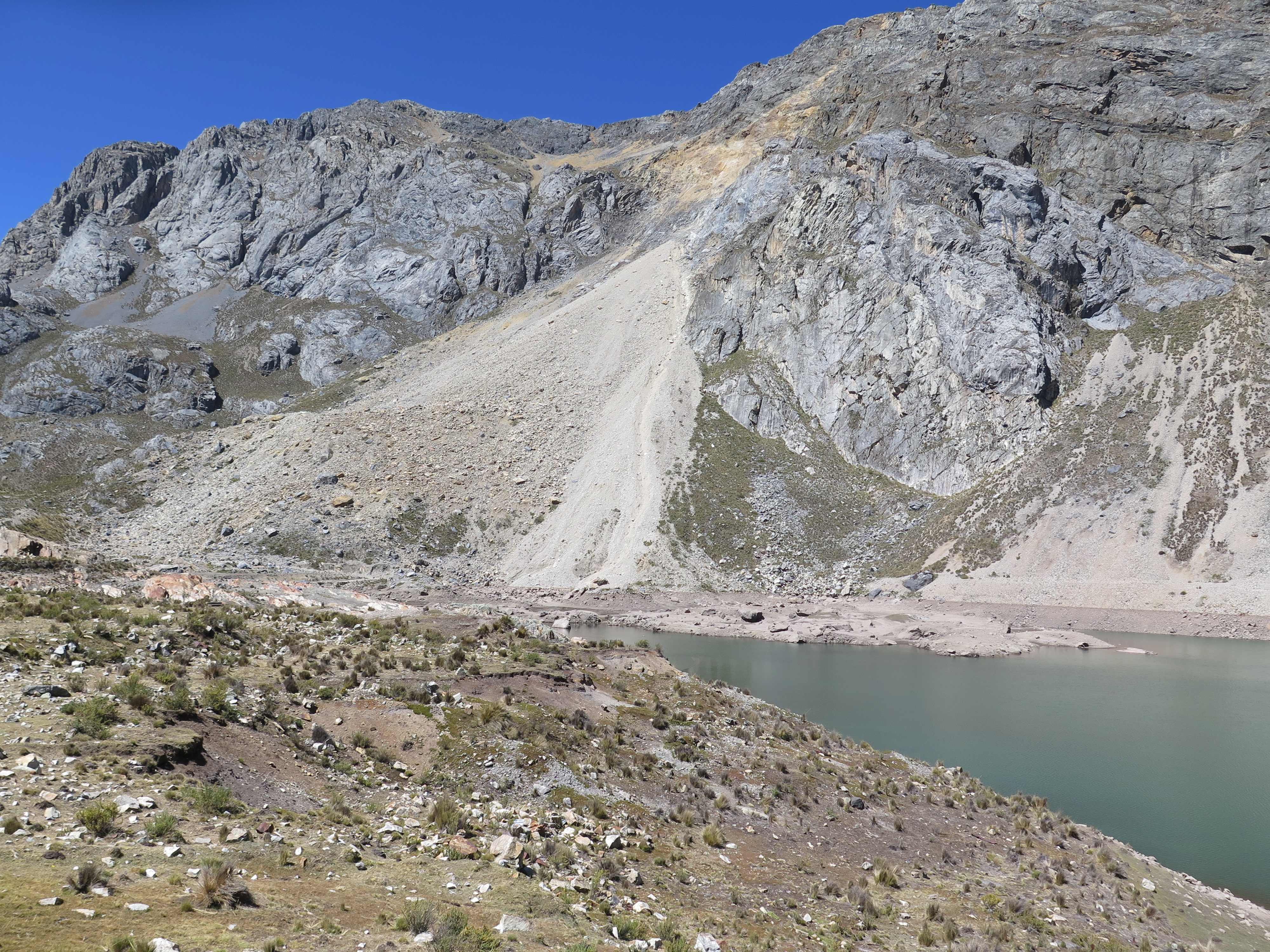
Laguna Yanawayin con el deslizamiento que generó la ola que destruyó la mayoría de las instalaciones de la mina Chungar en 1971, tragedia en el que murieron de 200 a 600 personas. Foto mirando al E.

La mina Chungar, inactiva, operaba un yacimiento polimetálico (Zn-Pb-Cu-Ag) de tipo skarn ubicado en los Andes del Perú central, aproximadamente 116 km al NE de Lima, 57 km al suroeste de Cerro de Pasco, y 82 km al noroeste de km de La Oroya (Distrito de Santa Cruz de Andamarca, Provincia de Huaral, Región de Lima. La posición aproximada del antiguo campamento minero es 11°07′27″S 76°31′56″O / -11.12417, -76.53222, a una altitud de 4380 m.s.n.m,
En 1971 una ola  (tsunami) en la laguna Yanawayin, provocada por un derrumbe en la ladera al sur del lago , destruyó la mayoría de las instalaciones de la mina, muriendo unas 200-600 personas, incluyendo mineros que realizaban su trabajo en labores subterráneas que resultaron inundadas. Desde entonces la mina ha estado inactiva, excepto entre 1995 y 2008 cuando Compañía Minera Cerro S.A. rehabilitó algunos niveles y realizó una explotación a pequeña escala.
La mina era propiedad de la Compañía Minera Chungar, S.A.C. Después del desastre de 1971, esta compañía minera, manteniendo el mismo nombre, transfirió sus operaciones 16 km NE a la mina de Animón en el Distrito Minero de Huarón . 
Desde 2015, la compañía minera Volcan está explorando el entorno de la Mina Chungar (proyecto Romina) incluyendo el  área de Puagjanca donde se ha identificado, entre otros, el cuerpo mineralizado (Zn-Pb(-Ag)) de Puagjanca.

### Confusión con el término "Mina Chungar"
La compañía minera Volcan a través de su ahora subsidiaria Compañía Minera Chungar S.A.C, opera las minas polimetálicas de Animón e Islay , en el distrito minero de Huarón, a 16 km al NE de la Mina Chungar, usando el término "Unidad Minera Chungar". El uso por Volcan de este nombre "Unidad Minera Chungar" ha causado confusión y algunas fuentes  (p. ej., la base de datos "alicia.concytec.gob.pe" y un informe de WoodMackenzie) utilizan erróneamente el nombre de "Mina Chungar" para la mina Animón.

## Marco geológico
El yacimiento de skarn de Chungar forma parte del cinturón metalogenético de edad miocena del Perú Central. La mena de Zn-Pb-Cu-Ag ocurre principalmente en el contacto occidental del granito Chungar con caliza de la Formación Jumasha (Cretácico) y en "roof pendants". La mena está constituida principalmente por esfalerita, galena, calcopirita y pirrotina en skarn andradítico. Determinaciones de edad del granito de Chungar dan 12.88 ± 0.36 Ma (edad plateau Ar/Ar en biotita), consistentes con K-Ar determinaciones anteriores.
Se conocen skarns de características similares al norte y al sur del de la mina Chungar (p. ej. el prospecto Don Miguel, 11°03′00″S 76°33′25″O / -11.05000, -76.55694, 8 km al norte y 1 km al E de la granodiorita de Chalhuacocha datada (K-Ar en biotita) en 10.0±0.3 Ma, y el cuerpo mineralizado de Puagjanca. 4 km al sur).